# Burkholderia cepacia
Burkholderia cepacia (voorheen Pseudomonas) is een katalase-producerende niet-lactosefermenterende, gramnegatieve bacterie, die onder meer verantwoordelijk is voor longinfecties bij patiënten met cystische fibrose en andere longaandoeningen.